# Martin Minden
Martin Ludwig Minden (* 5. Januar 1892 in Dresden; † 22. April 1926 in München) war ein deutscher Verlagsbuchhändler und Schriftsteller.

## Leben und Wirken
Als Sohn des Dresdner Verlegers Heinrich Ludwig Franz Wladimir Minden und dessen Ehefrau Julie Constanze, geborene Lobe, war er gerade volljährig geworden, als 1913 sein Vater starb und sein fünf Jahre älterer Bruder Heinrich Minden den väterlichen Verlag in Dresden weiterführte. Er stieg zwar als Verlagsbuchhändler mit in das Geschäft ein, widmete sich aber vor allem der Schriftstellerei und verfasste neben Lyrik und Prosa auch kunsthistorische Schriften. 1915 gestaltete er eine wissenschaftliche Vortragsreihe für verwundete Soldaten über die Auskunftsstelle des Roten Kreuzes in Dresden. Später versuchte er sich auch als Kunstmaler. In dieser Eigenschaft beleidigte er 1922 den Direktor der Schule in Loschwitz und wurde vom Schöffengericht Dresden zu einer Geldstrafe von 1000 Mark verurteilt.

## Werke (Auswahl)
- Stell den Strauß von roten Rosen... Heinrich Minden, Dresden-Blasewitz 1915.
- Richard Plattensteiner: Ein Volksdichter. Hesse & Becker, Leipzig 1918.
- Wenn ich die Möwen schwingen seh’ … Neue Gedichte. Heinrich Minden, Dresden / Leipzig 1919.
- Aufstieg oder Abstieg? Ein Beitrag zur Deutung moderner Kunst. Heinrich Minden, Dresden / Leipzig 1920.